# Ramalina psoromica
Ramalina psoromica är en lavart som beskrevs av Kashiw. & T. H. Nash. Ramalina psoromica ingår i släktet Ramalina och familjen Ramalinaceae.   Inga underarter finns listade i Catalogue of Life.